# Хотовицький Степан Хомич
Степа́н Хоми́ч Хотови́цький  (нар. 1794 або 1796, Красилів — пом. 30 березня (11 квітня) 1885, Петербург) — лікар, один з основоположників педіатрії в Російській імперії. Дослідник холери.

## Біографія
Народився у родині священика у Красилові, прожив там до 12 років.
1817 року закінчив петербурзьку Медико-хірургічну академію (спеціальність — акушерство та гінекологія). Був відряджений за кордон і відвідав Відень, Париж, Геттінген, Единбург і Лондон. 1823 року захистив дисертацію, що являла собою підсумкову працю з питань світової педіатрії та гінекології. З 1832 року професор на кафедрі акушерства та судової медицини, викладав педіатрію. Працював у академії до 1847 року.
Помер і похований у Петербурзі.

## Праці
Праці Хотовицького присвячені питанням акушерства і гінекології, дитячих хвороб, вивченню сибірки, холери, гігієни тощо. 1844 року видав «лікарсько-народний порадник для духовних училищ» російською мовою, що є першим у Рос. імперії посібником зі шкільної гігієни. Хотовицький 1847 року видав «Педиятрику» — оригінальний посібник з педіатрії та інші посібники. Протягом 1833 — 1839 років був редактором «Военно-медицинского журнала».

## Вшанування пам'яті
На честь Степана Хотовицького названо вулиці у Красилові (2008 року) та Хмельницькому, крім того, на Красилівській районній лікарні встановлено меморіальну дошку з барельєфом професора.
Рішенням позачергової шістнадцятої сесії Хмельницької міської ради №22 від 28 квітня 2022 року вулицю Хотовицького у Хмельницькому перейменовано на вулицю Івана Пулюя.